# Abacetus dorsalis
Abacetus dorsalis es una especie de escarabajo terrestre de la subfamilia Pterostichinae. Fue descrito por Viktor Motschulsky en 1866.